# Fonthill Gifford
Fonthill Gifford – wieś w Anglii, w hrabstwie Wiltshire. Leży 23 km na zachód od miasta Salisbury i 146 km na zachód od Londynu. W 2001 miejscowość liczyła 120 mieszkańców.